# Mesoamerica

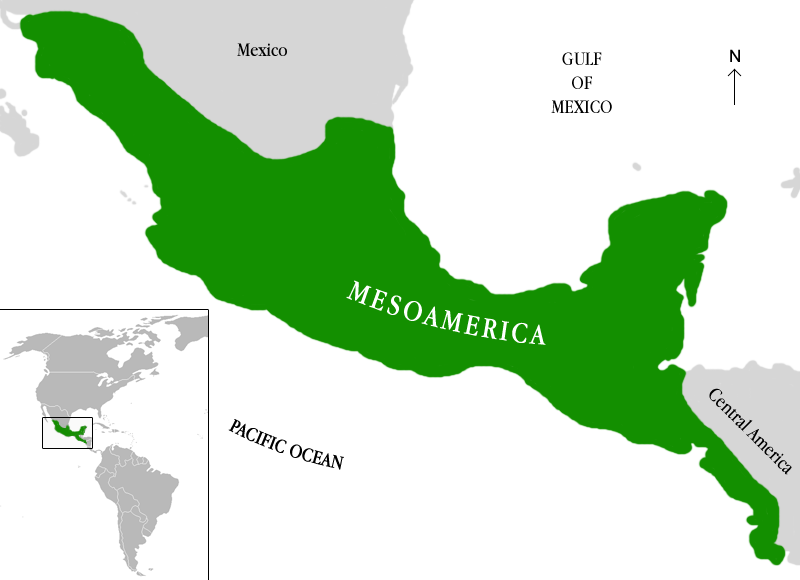
Localizarea Mesoamericii în America de Nord.

Mesoamerica (în spaniolă Mesoamérica) este o arie culturală (din America de Nord și Centrală) în care au luat naștere și s-au dezvoltat un anumit număr de culturi pre-hispanice atingând culmi de civilizație și rafinament înaintea colonizării spaniole a Americilor.
Această zonă culturală extinsă cuprinde integral statele suverane de astăzi Belize și Guatemala, respectiv zone parțiale ale altora, partea nord-vestică a Costei Rica, o parte din [Nicaragua], El Salvador, partea centrală a Hondurasului și o parte semnificativă din Mexicul de azi, partea sa sudică și centrală având ca limite nordice râurile Rio Marina din Tamaulipas și Rio Fuerte din Sinaloa.

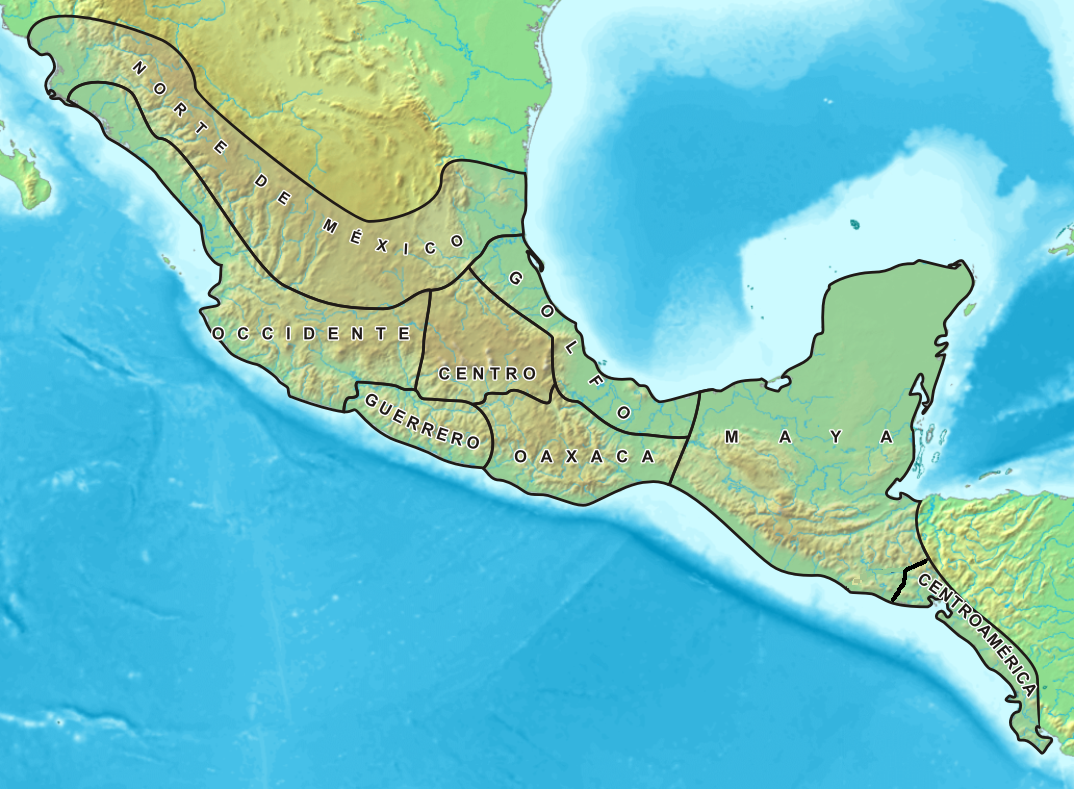
O altă hartă a Mesoamericii.

Organizarea tuturor grupurilor preistorice din această zonă era caracterizată de existența unei structuri statale și administrative foarte similare, constând din capitale mari de tipul unor orașe state având un puternic rol administrativ, politic și religios  înconjurate, mai mult sau mai puțin radial, de sate cu o pronunțată economie agrară, care furnizau hrană, dar și alte produse capitalei. Mesoamerica includea unele dintre cele mai complexe și avansate culturi ale celor două Americi, civilizațiile olmecă, zapotecă, maya, aztecă și cea a orașului Teotihuacan. Aceste culturi au creat și perfecționat sisteme socio-politice și administrative complexe, atingând nivele sofisticate tehnologice, științifice și matematice și au participat la interacțiuni multiple cu alte civilizații sau rețele de societăți, care au avut ca rezultat comunicarea, transmiterea și interconectarea acestora.
Mesoamerica se mai poate referi și la regiunea similară contemporană (dar care reflectă o realitate regională economică, contemporană) constând din țările Americii Centrale și nouă state sudice ale Mexicului: Campeche, Chiapas, Guerrero, Oaxaca, Puebla, Quintana Roo, Tabasco, Veracruz și Yucatán. În completare armonioasă cu similaritățile lor istorice, lingvistice și culturale, teritoriile din Mesoamerica contemporană manifestă o puternică tendință de integrare socială și economică.

## Etimologie și definiție
Termenul Mesoamerica, desemnând literalmente "America mijlocie", a fost utilizat prima dată de etnologul german Paul Kirchhoff, care a remarcat numeroase similarități existente printre numeroasele și variatele culturi pre-columbiene, a căror extindere geografică varia între limita nordică, care cuprindea jumătatea sudică a Mexicului de astăzi, continuând cu Guatemala, Belize, El Salvador, partea vestică a Hondurasului, respectiv limitarea sa sudică de către zonele joase de pe coasta Oceanului Pacific a Nicaraguăi și partea nord-vestică a Costa Ricăi.
În spiritul tradițional al arheologiei cultural-istorice, concept arheologic care a reprezentat direcția majoră a teoriei arheologiei la începutul secolului al 20-lea, Kirchhoff definea această zonă geografică ca fiind o zonă culturală comună a cărei unitate se baza pe o serie de caracteristici culturale care erau rezultatul a milenii de interacțiune, atât intra- cât și extra-regionale (a se vedea teoria difuzionistă).  Aceste trăsături comune includeau sedentarismul, agricultura (axată mai ales pe cultivarea porumbului), utilizarea a două tipuri de calendar (unul ritual de 260 de zile, Tonalpohualli, și altul de zi cu zi bazat pe un ciclu anual de 365 de zile, Xiuhpohualli), folosirea unui sistem de numerotare în baza 20 și, respectiv, a unui sisteme de scriere logo-fonetică, practicarea sacrificiilor rituale (umane), dar și împărtășirea a numeroase concepte ideologice, filozofice și religioase.
Mesoamerica nu are de a face cu America Centrală (engleză Middle America); a nu se confunda conceptele; unul reprezintă o zonă culturală cu o extensiune spațială și temporală fluctuantă de-a lungul istoriei, celălalt constituie o delimitare strict geografico-politică.